# ユー・キャン・カウント・オン・ミー
『ユー・キャン・カウント・オン・ミー』（You Can Count On Me）は2000年のアメリカ合衆国の映画。
日本では劇場公開されず、2002年5月24日にVHSビデオ（字幕版、日本語吹替版）が、また2007年2月23日にDVDが発売された。

## キャスト
※括弧内は日本語吹替
- サマンサ・“サミー”・プレスコット - ローラ・リニー（佐々木優子）
- テリー・プレスコット - マーク・ラファロ（猪野学）
- ルディ・プレスコット - ロリー・カルキン（矢島晶子）
- ブライアン・エヴェレット - マシュー・ブロデリック（家中宏）
- ボブ・スティーガーソン - ジョン・テニー（楠大典）
- メイベル - J・スミス＝キャメロン（渡辺久美子）
- ダリル保安官 - アダム・ルフェーヴル（辻親八）
- ルディ・コリンスキー - ジョシュ・ルーカス（落合弘治）
- シーラ - ギャビー・ホフマン
- ロン神父 - ケネス・ロナーガン

## 受賞
作品
- AFI 賞 ベスト脚本賞

- Boston Society of Film Critics Award for Best New Filmmaker
- Dallas–Fort Worth Film Critics Association Russell Smith Award
- Independent Spirit Award for Best First Feature
- Independent Spirit Award for Best Screenplay
- ロサンゼルス映画批評家協会賞最優秀脚本賞
- National Board of Review Special Achievement Award
- National Society of Film Critics Award for Best Screenplay
- ニューヨーク映画批評家協会賞 最優秀脚本賞
- Satellite Award for Best Original Screenplay
- サンダンス映画祭 Grand Jury Prize for Drama
- サンダンス映画祭 Waldo Salt Screenwriting Award
- トロント映画批評家協会賞 最優秀脚本賞
- Writers Guild of America Award for Best Original Screenplay
- アカデミーオリジナル脚本賞ノミネート
- シカゴ映画批評家協会賞最優秀脚本賞ノミネート
- アカデミー最優秀脚本賞ノミネート

マーク・ラファロ
- モントリオール世界映画祭男優賞受賞

- ロサンゼルス映画批評家協会賞ニュー・ジェネレーション賞受賞

ローラ・リニー
- アカデミー主演女優賞ノミネート
- ゴールデングローブ賞 主演女優賞 (ドラマ部門)ノミネート
- 全米映画俳優組合賞主演女優賞ノミネート
- 放送映画批評家協会賞主演女優賞ノミネート
- 全米映画批評家協会賞主演女優賞受賞
- ニューヨーク映画批評家協会賞 主演女優賞受賞
- インディペンデント・スピリット賞主演女優賞ノミネート
- ダラス・フォートワース映画批評家協会賞主演女優賞受賞
- サンディエゴ映画批評家協会賞主演女優賞受賞
- トロント映画批評家協会賞女優賞受賞